# Antoni Wilhelm Radziwiłł
Antoni Wilhelm Radziwiłł (właśc. Fryderyk Wilhelm Ferdynand Antoni Radziwiłł) herbu Trąby (ur. 31 marca 1833 w Cieplicach, zm. 16 grudnia 1904 w Berlinie), syn Wilhelma, ojciec Jerzego Fryderyka, Stanisława Wilhelma, mąż Marii Doroty. Był XIV ordynatem na Nieświeżu, XI ordynatem na Klecku, generałem pruskim.

## Życiorys
Uczęszczał do gimnazjum francuskiego w Berlinie. Służbę wojskową w armii pruskiej rozpoczął w 1852 roku w pułku artylerii gwardii. Przez rok był odkomenderowany do szkoły artylerii i inżynierów; w tym czasie został przydzielony do swojego macierzystego pułku i w 1854 roku otrzymał stopień oficera artylerii. W latach 1857–1858 odbył 8-miesięczny staż w 3 pułku artylerii w Magdeburgu. W okresie od 1858 do 1861 roku studiował w ogólnej szkole wojskowej przy Akademii Wojennej w Berlinie. W 1860 roku awansował do stopnia porucznika.
W 1856 roku towarzyszył księciu pruskiemu Wilhelmowi podczas koronacji Aleksandra II w Moskwie. Pracował jako major w pruskim Sztabie Generalnym podczas wojny 1866 roku. W stopniu podpułkownika (od 1869) uczestniczył w wojnie francusko-pruskiej. W 1871 otrzymał stopień pułkownika i pensję dowódcy brygady. W 1876 został generałem. Od 1885 roku był adiutantem cesarza Wilhelma I, którą to funkcję zachował w czasach Fryderyka III. Odwołany ze stanowiska około 1888 roku po wstąpieniu na tron Wilhelma II. w latach 1866–1888 członek pruskiej Izby Panów.
W swoim pałacu, który był znanym salonem w Berlinie, często gościł polskich gości i polityków katolickiej partii Centrum. Za służbę w armii i misje dyplomatyczne odznaczony licznymi wysokimi orderami pruskimi. Córki Antoniego Wilhelma poślubiły braci: Elżbieta Matylda wyszła za mąż za Romana Potockiego, a Helena Augusta za Józefa Potockiego. Uroczystości pogrzebowe Antoniego Wilhelma odbyły się w Berlinie 20 grudnia 1904 z udziałem cesarza Wilhelma II. 18 lipca 1905 spoczął w krypcie grobowej rodu Radziwiłłów w Kościele Bożego Ciała w Nieświeżu.

## Odznaczenia
- Order Orła Czarnego z łańcuchem (Prusy)[1]
- Krzyż Wielki, I, II i IV Klasa Orderu Orła Czerwonego (Prusy)[2]
- Order Królewski Korony I, II i III Klasy z Mieczami (Prusy)[2]
- Krzyż Kawalerski Orderu Królewskiego Hohenzollernów i tenże z Mieczami (Prusy)[2]
- Krzyż Żelazny II Klasy (Prusy)[1][2]
- Odznaka Honorowa Wojskowa (Prusy)[1]
- Krzyż Honorowy I Klasy Orderu Książęcego Hohenzollernów z Mieczami (Hohenzollern-Sigmaringen)[1]
- Krzyż Komandorski I Klasy Orderu Alberta Niedźwiedzia (Anhalt)[1]
- Krzyż Wielki Orderu Lwa Zeryngeńskiego (Badenia)[1]
- Order Świętego Huberta (Bawaria)[1]
- Krzyż Komandorski Orderu Zasługi Wojskowej (Bawaria)[1]
- Krzyż Komandorski Orderu Ludwika (Hesja)[1]
- Krzyż Komandorski z Mieczami Orderu Zasługi Filipa Wspaniałomyślnego (Hesja)[1]
- Krzyż Wielki Orderu Korony Wendyjskiej (Meklemburgia)[1]
- Krzyż Zasługi Wojskowej II Klasy (Meklemburgia)[1]
- Krzyż Wielki i Komandorski z Mieczami Orderu Zasługi (Oldenburg)[1]
- Krzyż Wielki Orderu Alberta (Saksonia)[1]
- Krzyż Komandorski Orderu Sokoła Białego (Saksonia-Weimar-Eisenach)[1]
- Krzyż Wielki Orderu Ernestyńskiego (Saksonia-Coburg-Gotha)
- Krzyż Honorowy I Klasy Orderu Domowego Lippeńskiego (Schaumburg-Lippe)[1]
- Medal Zasługi Wojskowej (Schaumburg-Lippe)[1]
- Krzyż Wielki i Komandorski z Gwiazdą i Mieczami Orderu Korony (Wirtembergia)[1]
- Krzyż Wielki Orderu Fryderyka (Wirtembergia)[1]
- Krzyż Oficerski Orderu Legii Honorowej (Francja)[1]
- Krzyż Komandorski z Gwiazdą Orderu śś. Maurycego i Łazarza (Włochy)[1]
- Krzyż Komandorski z Gwiazdą Orderu Korony (Włochy)[1]
- Krzyż Komandorski Orderu Leopolda (Austro-Węgry)[1]
- Order Korony Żelaznej I Klasy (Austro-Węgry)[1]
- Order Franciszka Józefa II Klasy z Gwiazdą (Austro-Węgry)[1]
- Krzyż Wielki Orderu Świętego Benedykta z Avis (Portugalia)[1]
- Krzyż Wielki Orderu Gwiazdy (Rumunia)[1]
- Order Orła Białego (Rosja)[1]
- Order Świętego Włodzimierza III Klasy z Mieczami (Rosja)[1]
- Order Świętej Anny II Klasy z Brylantami[1][2]
- Krzyż Wielki Orderu Miecza (Szwecja)[1]
- Krzyż Wielki Orderu Karola III (Hiszpania)[1]
- Order Osmana I Klasy (Turcja)[1]